# أكذوبة شبح كوك لين
تُعتبر حكاية شبح كوك لين من الحكايات المزعومة التي استطاعت أن تجذب انتباه عدد كبير من عامة الشعب في لندن عام 1762. وقعت هذه الحادثة في مدينة تُدعى اسمها كوك لين، وهي عبارة عن طريق مجاور لسوق سميث فيلد، وليست بعيدة كثيراً عن كاتدرائية القديس بولس. كان هذا الحدث يدور حول ثلاثة أشخاص: المرابي ويليام كنت، وريتشارد بارسونز وهو رجل دين يعمل بالأبراشية، وابنته إليزابيث.

هذة رواية ساخرة للمؤلف بول تشامبرز. فهي تسرد سلسلة من أحداث قصة كوك لين الحقيقية التي حدثت في لندن. قام تشامبرز بإضفاء عنصر الحيوية إلى هذة الحكاية. فهي بمثابة فضيحة عارمة, مما تركت تأثيرا سلبيا على المجتمع, وما زال مصطلح "كوك لين" متعلقا بكل ما يسمى بالسذاجة والخرافة والفساد بعد مرور مائة وخمسين سنة.

 ولكن بعد وفاة اليزابيث لينز أثناء عملية الانجاب، وقع كنت في غرام شقيقتها فاني. وبرغم من أن القانون الكنسي لم يمنحهما حقهما في الزواج؛ تمكن الزوجان من الانتقال إلى لندن والسكن في ملكية خاصة، تقع في منطقة كوك لين، وقد تم امتلاكها بعدئذ بواسطة عائلة بارسونز. ومنذ تلك اللحظة، تعددت الكثير من الشكاوي حول أصوات الدق الغريبة؛ وظهور بعض الأشباح الطيفية في ذلك المنزل. فبرغم من التوقف عن سماع تلك هذة الأصوات بعد رحيل زوجته الثانية فاني؛ بسبب اصابتها بمرض الجدري، واتخاذ كنت اجراءات قانونية فَعّآلة ضد بارسونز، حيال الديون التي لم يتم دفعها حتى الآن، إلا أن هذة الأصوات المخيفة رجعت من جديد. زعم رجل الدين بارسونز بأن منزله وابنته مسكونان بشبح فاني الروحي. لكن تم عقد تحقيقات منتظمة تكشف عن الأسباب الخفية وراء موت فاني. وأصبح كوك لين مكاناً يصعب حل لغزه بالنسبة لبعض المتفرجين الذي انتابهم بعض الفضول والدهشة.
ظهر ذلك الشبح ليزعم بأن فاني قد تم تسميمها بمادة الزرنيخ،  ولقد اتُهم كنت علنياً بأنه القاتل. ونتيجة لذلك، تم تكوين لجنة تضُم من إحدى أعضاءها ساموئيل جونسون الذي استنتج بأن تردد الشبح المعتقد على المنزل ما هي إلا مكيدة. أثبتت تحقيقات أخرى بأن هذة العملية الاحتيالية قد تم ارتكابها من قبل اليزابيث بارسونز تحت إكراه بالتهديد من والدها. هؤلاء الذين تم توريطهم في هذة العملية قد تم اتهامهم رسمياً، وجعلهم مذنبين؛ ومن أمثالهم: ريتشارد بارسونز الذي تم تعذيبه والحكم عليه بالسجن لمدة سنتين.
أصبحت قصة شبح كوك لين المُختَلقة محلاً للنزاع ما بين الكنيسةالميثودية والأنجليكية.وقد تم الإشارة إليها مراراً وتكراراً في الأدب المعاصر. فعلى سبيل المثال، أشارت أعمال الروائي المشهور تشارلز ديكنز إحدى كُتّأب العصر الفكتوري، إلى هذة الحكاية وأشار أيضا المصور الساخر وليام هوگارث إلى الشبح في اثنتي من مطبوعاته.

## الخلفية الإجتماعية

هذا رسم توضيحي لمنطقة كوك لين يرجع إلى القرن التاسع عشر ,ويبين مكان سكون الشبح المزعوم في المبنى الذي يحتوي على ثلاثة طوابق.

في حوالي عامي 1756 و1757، تزوج المرابي وليام كنت امرأة تُدعى اليزابيث لينز، وهي ابنة رجل صاحب بقالة في
مدينة لينهام. ولكن هذة المودة الشديدة، التي كانت تربط بين الزوجين لم تستمر لفترة طويلة من العمر؛ حيث وافتها المنية أثناء الولادة. فقامت شقيقتها فرانسيز التي كانت غالبا تُدعى «فاني» بالإشراف على رعاية الطفل الرضيع وأبيه. ولسخرية القدر، لم يستطع الابن المواصلة في الحياة، واستمرت فاني بالاعتناء بالمنزل إلى أن تزوجت كنت. لكن كان القانون الكنسي بمثابة عائق كبير أمام زواجهما. فقرر كنت السفر إلى لندن لطلب المشورى، وقيل له أنه لا يمكن الزواج بامرأة أخرى طالما أنه يمتلك طفلاً على قيد الحياة من زوجته الأولى. في يناير 1759، ترك كنت عمله بالمكتب البريدي وترك فاني، ثم انتقل إلى لندن؛ قاصداً شراء مكان في مكتب عام أملاً في أن تكون هذة المهمة فرجاً كبيراً عليه، قد تزيل كل أحزانه وهمومه التي مر بها.بينما مكثت فاني عند أحد من اخوتها في لينهام. فبرغم من عدم استحسان عائلتها للعلاقة التي كانت تربطهما إلا أن فاني بدأت بإرسال رسائل غرامية لكنت، مُمتلئة بتوسلات لقضاء الباقي من عمرهما معاً. وأخيراً، سمح كنت لها بأن تُرافقه إلى غرفة مُستأجرة في إيست جرينويش، بالقرب من لندن. وهناك قرر الأثنان أن يعيشا معا كأي زوج وزوجة، وأصبحت العلاقة بينهما سرية. فلم تتطلَع عائلة فاني إلى علاقاتها الشخصية. وانتقل الزوجان إلى مأوى آخر بالقرب من مانشن هاوس، ولكن ربما أيقن صاحب الفندق علاقتهما الخفية بالعلم من عائلة فاني نفسها؛ مما جعله يحتقر الزوجين ويمتنع عن الوفاء بدينه؛ حيث قام كنت بإعطاءه قرضاً، حوالي عشرين جنيه إسترليني. فأمر كنت بالقبض عليه؛ نتيجة لعصيانه عن دفع هذة الديون.

## فاني
قابل وليام كنت وفاني ريتشارد بارسونز أثناء حضورهما أدعية الصباح المبكرة في كنيسة القيامة في لندن. وبرغم أن رجل الدين بارسونز يعتبر في الغالب رجلا وقورا من حيث السيرة والسمعة، إلا أنه على الصعيد المحلي معروف بأنه رجل سكير، ويكافح كثيرا من أجل إعالة أسرته. لكنه عندما سمع عن الورطة التي وقعا فيها كنت وفاني، عطف عليهما بإعطائهما غرفة مستأجرة في منزله، والتي كانت تقع في شارع رقم عشرين وهي منطقة كوك لين، وقد حدث ذلك في عام 1965. يقع هذا المنزل ذو ثلاثة طوابق على امتداد طريق ضيق متعرج مشابها لمعظم شوارع لندن الرئيسية. فهو كان يحتوي على غرفة واحدة في كل طابق، متصلة بسلم مائل.
ولكن بعد فترة قصيرة من انتقال السيد والسيدة كنت، أعطى كنت لبارسونزقرضا، ويبلغ حوالي اثنى عشر جنيها، على أن يتم استرجاع دفعه بقيمة جنيه واحد كل شهر.
ولكن أثناء وجود كنت بالخارج لحضور زفافا في البلدة، تم سرد أولى الأخبار عن الأصوات الغريبة التي بدأ أصحاب المنزل سماعها.كان بارسونز لديه زوجة وابنتين؛ وكانت ابنته الكبرى، تدعى إليزابيث، توصف بأنها «فتاة صغيرة تبلغ من العمر إحدى عشر عاما، وتمتلك بعض المكر والدهاء». طلب كنت من إليزابيث إمكانية البقاء مع فاني وأن تشاركها الفراش، حيث كانت فاني في شهور حملها المتتالية. أشتكى الأثنان من سماع أصوات خدش ودق.ولكن نسبت السيدة بارسونز هذة الأصوات الغريبة إلى الاسكافي الذي يعمل بالقرب من منزلهم. فبرغم من سماع فاني لهذة الأصوات مجددا يوم الأحد، إلا أن السيدة بارسونز أخبرتها بأن الاسكافي لم يعمل في ذلك اليوم. كان من أحد الشاهدين على ذلك الحدث العجيب رجل صاحب قطعة أرض يدعى جيمس فرانزين.وبعد زيارته لمنزل السيد بارسونز، ادعى رؤيته لشيء أبيض طيفي يصعد السلالم، ولكنه عندما شعر بالخوف، غادر المنزل سريعا. زعم بارسونز أيضا في هذة الليلة أنه رأى شبحا حقيقيا عند زيارته لصديقه فرانزين.
وبما أنه لم يكن يتبقى إلا أسابيع قليلة على إنجاب فاني لمولودها، إلا أن قام كنت ببعض الترتيبات اللازمة للانتقال إلى ملكية توجد عند محكمة بارتليت في كليركنويل[وصلة مكسورة], ولكن في يناير عام 1760, كانت الشقة لم تكن مجهزة بالكامل. فانتقل الزوجان إلى شقة أخرى، قد تفتقر إلى كل سبل الراحة، قاصدين المكوث هناك مؤقتا إلى أن يتم تجهيز الشقة الأخرى. لكن في الخامس والعشرين من يناير، أصيبت فاني بالعلة والمرض. فقام الطبيب الحاضر بتشخيص أولى مراحل الحمى المزمنة، واتفق مع كنت بأن مكان مسكنهم غير ملائم لشخص وهو في حالة حرجة مثل زوجته. فقامت عربة بنقل فاني إلى مكان آخر. في اليوم التالي، قام طبيبها بمقابلة الصيدلي، واتفق الأثنان أن أعراض فاني تنذر بإصابتها بما يسمى بالجُـدَرِيّ. وعند سماع ذلك، أرسلت فاني محاميا لتتأكد من وصيتها أنها في الترتيب الصحيح، وأن كنت سوف يرث ثروتها. وقد اطمئن الكاهن ستيفن ألدريك فاني بأن خطاياها سوف تغفر جميعا، وماتت في الثاني من فبراير. وبما أنه كان الوصي الوحيد لوصية فاني، أمر كنت بإحضار تابوتا بدون اسم لكي لا تنكشف علاقاتهما السرية، فيقاضى كنت على ذلك. لكنه اضطر إلى إعطاء زوجته المتوفاة اسمه عند تدوينه قبرها. فأصبح لكنت نصيب من تركة فاني التي كانت ملك أخيها توماث. فعندما علمت شقيقة فاني بشروط الوصية، والتي تقتضي أن يأخذ كل من الإخوة والأخوات نصفا من المال، وأن يأخذ كنت باقي التركة، حاولت آن أن تجمد أمواله بالكامل في مكان يسمى بعموم الأطباء، ولكن باءت هذة المهمة بالفشل.

## الحجرة المسكونة

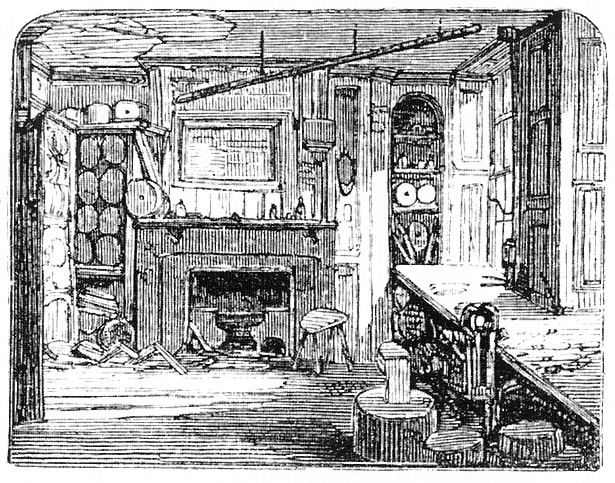
رسم تفصيلي يرجع إلى القرن التاسع عشر يبين في أي مكان تم رصد شبحا في هذة الحجرة

تم تشبيه هذة الأصوات الغريبة التي كانت تحدث في منزل السيد بارسونز بصوت خربشة القطة. ولكن لمعرفة مصدر الصوت، قرر بارسونز أن يستدعي نجارا ليقوم بإزالة الخشب الذي يحيط بفراش إليزابيث. تم رصد ظهور شبح واحد عندما كانت فاني على فراش الموت، والذي بدأ أن ينتمي إلى شقيقة فاني إليزابيث. فاستنتج كل من بارسونز وصديقه الواعظ المساعد جون مور بأن الروح التي تسكن الآن منزل السيد والسيدة بارسونز هي روح فاني ذاتها. كان مبدأ عودة روح أي إنسان من مماته إلى أرض الأحياء لينذرهم كان مبدئا معتقدا على المستوى العام. أصبح وجود الروحين بطريقة متواصلة بالنسبة للسيد بارسونز ومور ما هو الا علامة واضحة بأن كل شبح منهما لديه رسالة مهمة يريد أن يصرح بها للعالم الآخر.
فابتكر كل من بارسونز ومور طريقة للاتصال؛ فتصبح الدقة الواحدة هي الإجابة بنعم، والدقتان بلا. ونتيجة لاختراع هذا الأسلوب من التواصل ما بين الأحياء والأرواح الطيفية، ظهر ذلك الشبح العجيب ليزعم بأن فاني قد تم قتلها. ولكن من خلال الأسئلة المتكررة الموجهة إلى شبح فاني، تم التنبؤ بأن فاني لم تمت بسبب إصابتها بمرض الجدري ولكن بتسميمها بما يسمى بالزرنيخ. ولقد تم تجهيز هذة المادة القاتلة بواسطة زوجها كنت قبل ساعتين من ميعاد وفاتها، ومن المفترض أن روحها مازالت ساكنة لأنها ترغب في أن تنال العدالة، وهي إعدام زوجها لأنه القاتل.وبما أنه رجل دين وله انتماءات ميثودية، اقتنع مور بتصديق الشبح، ولكنه قام بالاستعانة أولا بالكاهن الميثودي توماث بروتون كمساعد له في هذة القضية. وعندما قام بروتون بزيارة كوك لين في الخامس من يناير، تأكد من أن وجود الشبح حقيقي. وقد انتشرت هذة القصة في شوارع لندن من خلال مجلة الدفتر العام التي بدأت أن تنشر القصة بالتفصيل، وقد تعرض كنت للاتهام علنيا.

## الجلسات

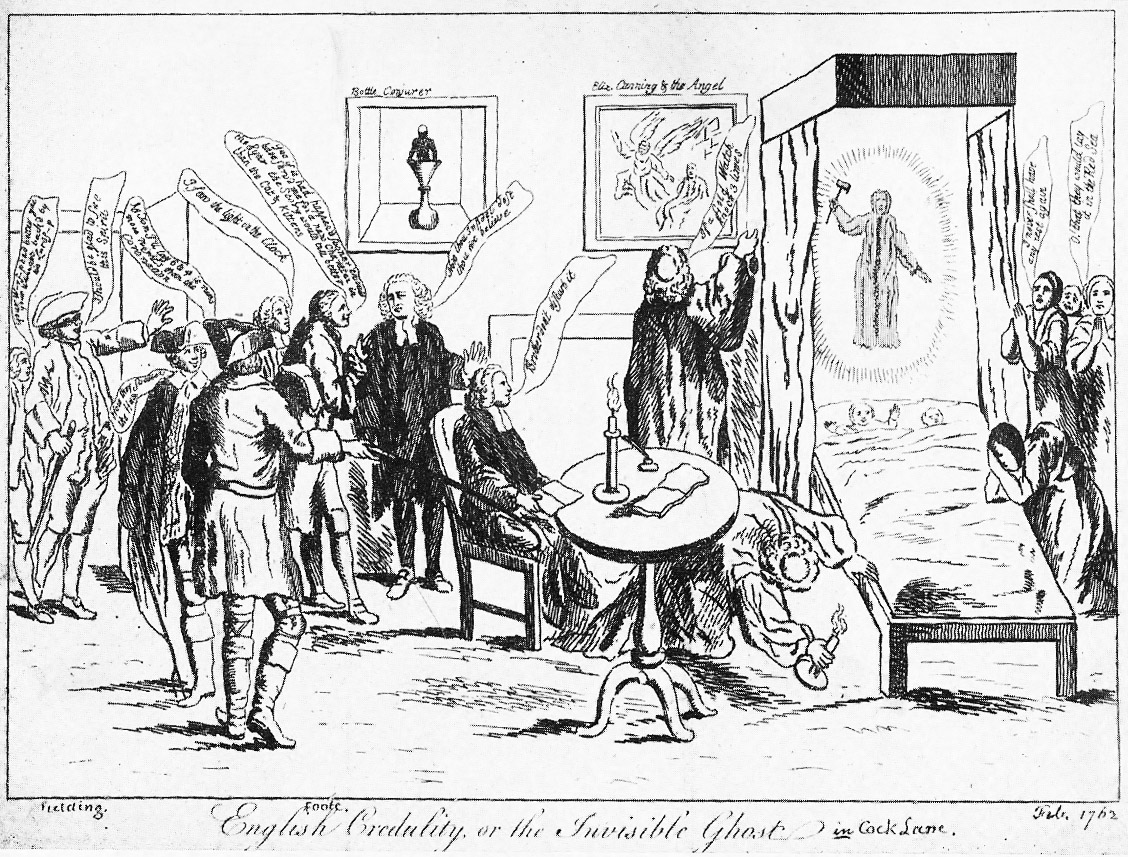
هذة اللوحة يطلق عليها اسم السذاجة الإنجليزية أو الشبح الخفي 1762). ظهر الشبح هنا فوق الطفلين وهم في الفراش. ويوجد أيضا جون فيلدينج ورفيقه عند جهة اليسار.يوجد أيضا لوحتان معلقتان على الحائط, واحدة لما يسمى بساحر الزجاجة والأخرى لإليزابيث كانينج. فنان هذة اللوحة مجهول, ولكنه ربما يكون أوليفر جولد سميث

عندما كان يعيش وليام وفاني في كوك لين، قاموا بتوظيف خادمة بيت تدعي كاروتث، وذلك نسبة إلى شعرها الأحمر. ولكنها غادرت للعمل في وظيفة أخرى جديدة. فهي لا تعلم شيئا عن قصة الشبح الذي يسكن منزلهما. لكن لجأ مور إليها للعثور على دليل يثبت بأن فاني قد تم تسميمها عن طريق استجوابها لبعض الأسئلة التي تتعلق بحياة فاني قبل وفاتها. فقالت كاروتث له بأن فاني لم تكن لديها القدرة على الكلام في أيامها الأخيرة.وقد تم دعوة كاروتث إلى جلسة، وتم عقدها في التاسع عشر من يناير. سئلت كاروتث بأن تؤكد على حقيقة موت فاني بالسم القاتل، ولكنها كانت تصر على رأيها بأن فاني لم تقل لها شيئا وبأن وليام وفاني كان شخصان يحبا بعضهما كثيرا، وعاش حياة سعيدة سويا. ولقد عقدت جلسة أخرى، ولكن هذة المرة كانت كاروتث تخاطب شبح فاني المزعوم مباشرة:«هل أنت سيدتي؟» - دقة واحدة، يتبعها صوت خربشة. «هل أنت غاضبة معي سيدتي؟» - دقة واحدة. «إذا أنا متأكدة، سيدتي، أنكي تشعري بالخجل من نفسك لأني لم أرغب في الإساءة إليكي في يوم من الأيام.»

## التحقيق
جلسة أخرى تم عقدها في العشرين من يناير وكانت في منزل السيد بروين. كان هناك رجلا يوجد في هذة الجلسة وكان لديه الرغبة في أن يكشف هذة المكيدة، والذي قام بإرسال مذكرة الليلة إلى مجلة سجل أحداث لندن. وقرر ذلك الرجل الذهاب إلى منزل السيد بارسونز لحضور جلسة من الجلسات، ولكنه أمر بأن اليزابيث بارسونز تغادر الحجرة المسكونة في الحال لاكتشاف مصدر الصوت. ولكن بالفعل لم يسمع ذلك الرجل هذة الأصوات بعد رحيل ابنة السيد بارسونز مما أثار بعض الغرابة.